# Divoké vlny
Divoké vlny (v anglickém originále Surf's Up) je americký animovaný film z roku 2007 ze studií Sony Pictures Animation a National Geographic Films a distribuovaný studii Columbia Pictures a ImageWorks Studios.

## Děj
Mladý tučňák skalní jménem Cody Maverick žil se svou matkou a bratrem v Mražňákově. Cody už od dětství toužil stát se profesionálním surfařem. Nejlepším surfařem všech dob byl Big Z, který během závodů s Tankem Evansem zemřel. Reggie Belefonte, pořadatel surfu na ostrově Pengu, poslal pro Codyho malého ptáka Mika Ambrowitze. Cody si cestou na ostrov našel kamaráda, který také šel surfovat – kuře Joe. Na Pengu se Cody zamiloval do mladé plavčice Lani Aliikaiové, která ho při surfu zachránila. Lani pak Codyho seznámila se svým strýčkem Cvokem. Nakonec se Cody dozvěděl, že Cvok je vlastně mrtvý Big Z, který se schoval do džungle. Pak se Codymu podařilo vytáhnout lenivého Big Z na pláž, aby Codyho učil surfovat na velké závody.